# Nick Ebert
Nick Ebert, född 11 maj 1994 i Livingston, New Jersey, är en amerikansk professionell ishockeyspelare som spelar för Örebro HK i SHL.

## Biografi
Ebert har tidigare spelat för Ottawa senators i NHL och Örebro HK i SHL, HC Slovan Bratislava i KHL, Texas Stars, Ontario Reign och Manchester Monarchs i AHL samt Guelph Storm och Windsor Spitfires i OHL, Ontario Reign i ECHL och Waterloo Black Hawks i USHL.
Den 7 mars 2019 utsågs Ebert av Örebros supporterförening 14-3 till Örebros mest värdefulla spelare (MVP) säsongen 2018/2019. Den 24 juni 2020 presenterade Örebro HK Nick Ebert på två års kontrakt. Inför säsongen 2019/20 hade han lämnat Örebro för spel i NHL, dock utvecklade det sig inte som han hade tänkt, därav hans återkomst till Europa och SHL. Den 23 januari 2021 gjorde Ebert en sen säsongsdebut, efter att han skadade sig direkt i sin första träningsmatch med Örebro sedan han återkom i september.